# Židovská čtvrť v Bzenci

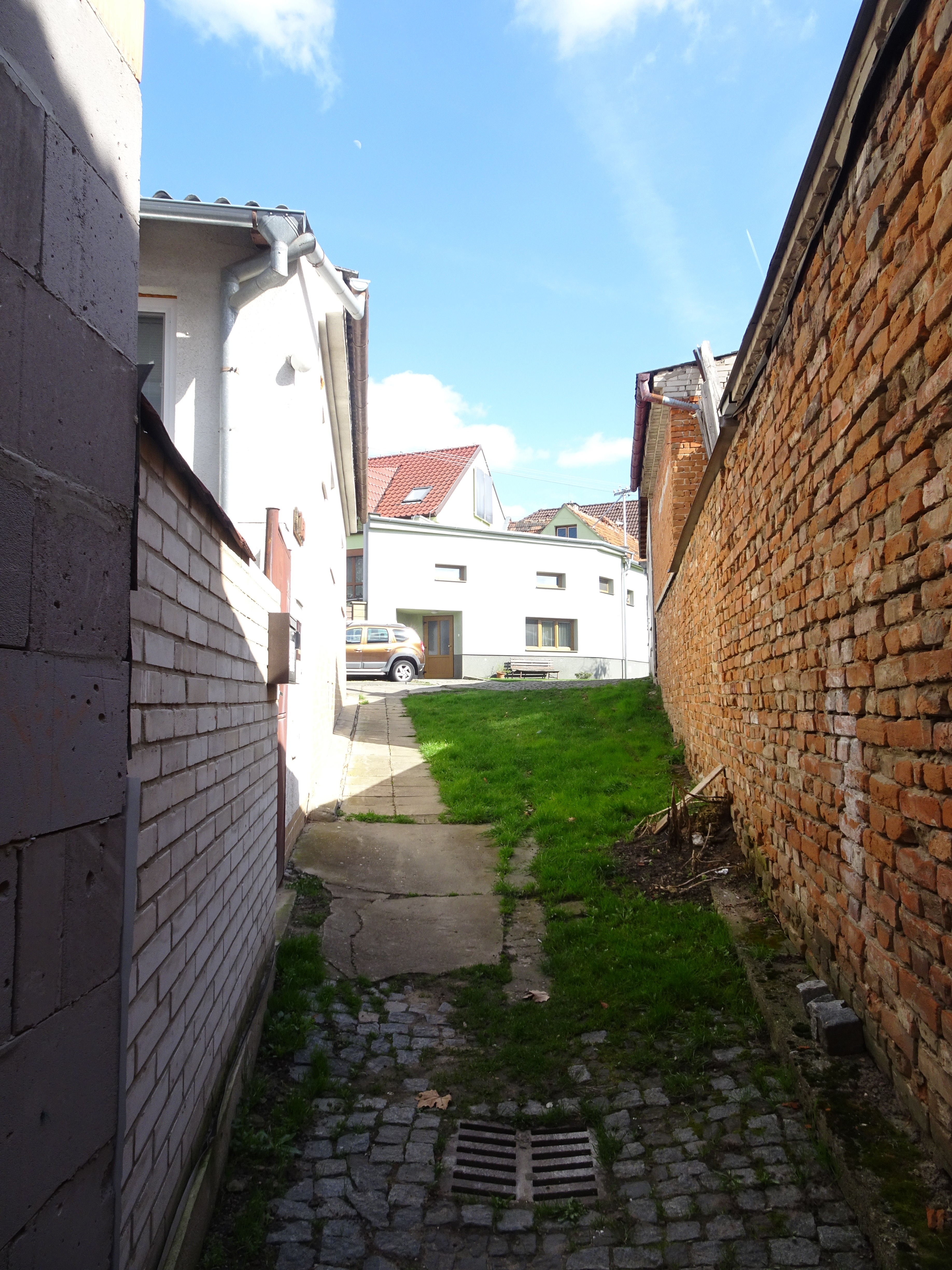
Průchod z ulice Krále Vladislava do Žerotínovy

Židovská čtvrť v Bzenci (německy dříve Bisenz), okres Hodonín, Jihomoravský kraj, je doložena až v 16. století, její začátky však spadají zřejmě již do 14. století. Ghetto se nacházelo v centru města. Bzenec měl v dějinách významnou židovskou obec, což je patrno i z toho, že historik Tomáš Pešina z Čechorodu označil Bzenec ve své kronice jako nidus judaeorum (tj. židovské hnízdo).

## Historie
Ačkoliv bývalé ghetto je písemně doloženo až od 16. století, kdy se v pozemkových knihách objevují první zmínky o Židech, vychází se z toho, že o jeho počátcích lze hovořit již ve 14. století, stejně jako i vznik židovské komunity a synagogy ve Bzenci.
Dle urbáře z roku 1604 židovskou čtvrť tvořilo toho roku 32 židovských domů, v polovině 17. století pak pravděpodobně jen 21 domů v severozápadní části města, od centra směrem k zámku. Později židovské rodiny osídlily i západní stranu tehdejšího Dolního náměstí (dnes náměstí Svobody) a ulici vedoucí západním směrem k Vracovu. Ve 2. polovině 18. století tu bylo již 63 židovských domů (podle jiného pramene: v roce 1777 93 židovských domů) a počátkem 19. století 88 domů. Židé přitom směli vlastnit domy i mimo ghetto, mj. přímo na náměstí, spolu s vlastními krámky a jatkami, za které ovšem odváděli poplatky.
K židovské čtvrti patřila také bzenecká synagoga, ve které se nacházela náboženská škola, a nemocnice na tehdejším Dolním náměstí; koncem 19. století byla v domě v Židovské ulici, který obci věnoval jeden vídeňský bankéř a rodák z Bzence, zřízena navíc i čtyřtřídní veřejná elementární židovská škola, která koncem století měla 140 dětí a v níž se vyučovalo německy. Mimo samotné ghetto se pak nacházely vinice, které díky některým výsadám směli bzenečtí Židé v souladu s bzeneckým horenským právem kupovat a vlastnit. V druhé polovině 17. století již vlastnili 97 čtvrtí vinohradů, což bylo okolo 20 % z celkové rozlohy bzeneckých vinic.
Substance rozsáhlé židovské čtvrti byla několikrát poškozena až zdecimována v důsledku válečných událostí a více požárů (což by mohlo částečně vysvětlit i rozdílné údaje o počtu domů). Během válek mezi Jiřím z Poděbrad a Matyášem Uherským (po roce 1468) byl Bzenec i s židovskou čtvrtí zcela zpustošen, a škody, vzniklé během třicetileté války (1618–1648), po léta utvářely obraz města: ještě v roce 1655 je zde uváděno 25 zpustlých židovských usedlostí. Zejména při velkém požáru dne 17. května 1777 byly zničeny téměř všechny židovské domy. Nejstarší část tohoto areálu (mezi náměstím a zámkem) je zčásti dochována.

## Poloha
Židovská čtvrť se nacházela v centru Bzence mezi tržním náměstím (tehdy Dolním náměstím, dnes náměstí Svobody) a zámkem na severozápadě obce. Tvořily ji následující (dnešní) ulice: Krále Vladislava, Žerotínova, Krátká a Zámecká.
Židovský hřbitov se nachází mimo židovské ghetto.